# Garcinia ituman
Garcinia ituman är en tvåhjärtbladig växtart som beskrevs av Merrill. Garcinia ituman ingår i släktet Garcinia och familjen Clusiaceae. Inga underarter finns listade i Catalogue of Life.